# Golob (priimek)
Golob je priimek v Sloveniji, ki ga je po podatkih Statističnega urada Republike Slovenije na dan 1. januarja 2010 uporabljalo 3.881 oseb in je med vsemi priimki po pogostosti uporabe uvrščen na 11. mesto.

## Znani slovenski nosilci priimka
- Aleksander Golob (*1954), gozdar, krajinski ekolog
- Andrej Golob (*1955), agronom, strokovnjak za prehrano živali
- Andreja Benčan Golob, kemijska tehnologinja, strokovnjakinja za materiale
- Anja Golob (*1976), pesnica, pisateljica, dramaturginja, kritičarka, prevajalka
- Berta Golob (*1932), mladinska pisateljica, pesnica, pedagoginja, publicistka
- Borut Golob (*1973), pisatelj
- Boštjan Golob (*1966), fizik, univ. prof. (rektor UNG 2022 -)
- Danilo Golob (1909—1992), klasični filolog, gimnazijski ravnatelj
- Danilo Golob, gorski kolesar, fotograf, publicist
- Darja Peperko Golob (*1963), bibliotekarka, domoznanka
- Dejan Golob, pop in narodnozabavni pevec
- Drago Golob (1937—2020), oboist, glasbeni pedagog
- Edvard Golob (193#?), kemik, podjetnik, inovator (znamka "Edigs")
- Franc Golob (1910—2002), agronom, tigrovec, slikar
- Franc Golob (*1941), slikar, grafični oblikovalec, fotograf, multimedijski umetnik
- Franja Golob (por. Bernot >> Stare) (1908—1984), pevka altistka
- Franjo Golob (1913—1941), slikar, grafik, restavrator; talec
- Franjo Golob (*1967), politik
- Gorazd Golob (*1955), strokovnjak za grafično tehniko, naravoslovni fotograf
- Helena Berce Golob, likovna didaktičarka
- Ignac Golob (1914—1943), partizan
- Ignac Golob (1931—2002), diplomat
- Igor Golob, filozof, bibliotekar
- Izidor Golob (*1937), agronom, hortikulturnik
- Janez Golob (* 1940), alpinist
- Jani Golob (*1948), skladatelj, aranžer, violinist, glasbeni pedagog
- Janvit Golob (*1945), kemijski inženir, univ. profesor, publicist
- Josip Golob (1849—1905), duhovnik
- Jože Golob (*1943), strojnik, gospodarstvenik
- Jožef Golob (1922—2014), duhovnik, monsinjor
- Jure Golob (*1971), športni plezalec
- Lana Golob (*1999), nogometašica
- Lojze Golob (*1939), alpinist ...
- Ludvik Golob (*1923 /31?), politični delavec
- Ludvik Golob, geolog, direktor Premogovnika Velenje (2014-19)
- Maila Golob (roj. Prijatelj) (1907—1993), prevajalka
- Marko Golob, ekonomist, finančnik
- Martin Golob, župnik
- Matija Golob (1922—1995), kriminalist, dr. prava in sociolog
- Melhior Golob (1915—2004), duhovnik, prelat, kanonik
- Miha Golob (1854—1873), dijaški organizator
- Miha Golob, gledališki režiser, dir. SLG Celje 2021-
- Miha Golob (*1980), nogometaš
- Milan Golob (1915—?), ?
- Milan Golob (1937—2023), novinar, urednik (Večer)
- Milan Golob (*1963), slikar, urednik
- Milan Golob (*1980), gledališki režiser, direktor Šentjakobskega gledališča
- Natalija Šeruga Golob (*1971), slikarka
- Nataša Golob (*1947), umetnostna zgodovinarka, ikonologinja, kodikologinja, univ. profesorica
- Peter Golob (*1964), pravnik, vrhovni sodnik, predsednik Državne volilne komisije
- Peter Golob (*1973), diplomat, žvižgač
- Robert Golob (*1967), elektroenergetik, politik, predsednik vlade RS
- Rok Golob (*1975), skladatelj, multiinstrumentalist, dirigent, aranžer
- Sara Nuša Golob Grabner (*1994), umetnostna zgodovinarka, pesnica, fotografinja, likovna kritičarka, kuratorka
- Saša Golob (*1991), telovadka (športna gimnastičarka)
- Srečko Golob (1918—1998), novinar, urednik, humorist in satirik
- Stanka Golob (*1951), knjigarka, antikvarka
- Stanka Golob (*1952), slikarka s peskom
- Tadej Golob (*1967), pisatelj, novinar in alpinist
- Tea Golob, antropologinja, ...
- Terezija Golob (*1950), živilska tehnologinja
- Tibor Golob, modni in portretni fotograf (Mb)
- Tina Golob, prva lektorica portugalščine na FF UL
- Tomaž Golob, umetnostni zgodovinar, konservator (Nm)
- Urban Golob (1970—2015), glasbenik, alpinist in fotograf
- Urša Golob, komunikologinja, strok. za trženje (prof. FDV)
- Vera Golob (1954—2005), tekstilna tehnologinja
- Vlado Golob (1914—1986), glasbeni publicist, urednik in pedagog
- Zdenka Golob (1928—2019), slikarka, grafičarka in ilustratorka
- Zlatko Golob (*195#), veterinar, vodja zavetišča za divje živali
- Žarko Golob (1953—1990), novinar
- Žiga Golob (*1973), glasbenik kontrabasist

## Znani tuji nosilci priimka
- Julie Golob, ameriška športna strelka
- Sacha Golob (*1981), britanski filozof
- Vinko Golob (1921—1995), bosanskohercegovski nogometaš
- Zvonimir Golob (1927—1991/7?), hrvaški pesnik, esejist in prevajalec